# Chilonzor Taszkent
Chilonzor Taszkent (uzb. «Chilonzor» Toshkent futbol klubi, ros. Футбольный клуб «Чиланзар» Ташкент, Futbolnyj Kłub "Chilanzar" Taszkient) – uzbecki klub piłkarski, mający siedzibę w stolicy kraju Taszkent. Założony w roku 1993.
W 1997 występował w Oʻzbekiston PFL.

## Historia
Chronologia nazw:
- 1993–1999: Chilonzor Taszkent (ros. «Чиланзар» Ташкент)
- 2012–...: Paxtakor II-Chilonzor Taszkent (ros. «Пахтакор-2-Чиланзар» Ташкент)

Piłkarski klub Chilonzor został założony w Taszkencie w 1993 roku. W 1994 zespół zajął pierwsze miejsce w swojej grupie Drugiej Ligi Uzbekistanu i awansował do Pierwszej Ligi. W 1996 zajął pierwsze miejsce i awansował do Wyższej Ligi. Debiut w najwyższej lidze był nieudany - 16. miejsce i spadek do Pierwszej Ligi. W 1998 zajął 17. miejsce i spadł do Drugiej Ligi. Jednak w 1999 klub z powodów finansowych został rozwiązany.
Na początku 2012 została utworzona druga drużyna Paxtakoru Taszkent. Przed rozpoczęciem sezonu 2012 przyjął nazwę Paxtakor II-Chilonzor Taszkent i ponownie startował w Pierwszej Lidze.

## Sukcesy

### Trofea międzynarodowe
Nie uczestniczył w rozgrywkach azjatyckich (stan na 31-05-2015).

### Trofea krajowe
| \| \| Zdobyte trofea w rozgrywkach Uzbekistanu (stan na: 31-12-2015) \| |                                                                |      |          |
| Rozgrywki                                                               | Osiągnięcie                                                    | Razy | Sezon(y) |
| Mistrzostwo                                                             | I miejsce                                                      | 0    |          |
| Mistrzostwo                                                             | II miejsce                                                     | 0    |          |
| Mistrzostwo                                                             | III miejsce                                                    | 0    |          |
| Mistrzostwo                                                             | 16. miejsce                                                    | 1    | 1996     |
| Puchar                                                                  | zdobywca                                                       | 0    |          |
| Puchar                                                                  | finalista                                                      | 0    |          |
| Puchar                                                                  | 1/4 finału                                                     | 1    | 1996     |
| II liga                                                                 | I miejsce                                                      | 0    |          |
| II liga                                                                 | II miejsce                                                     | 1    | 1996     |
| II liga                                                                 | III miejsce                                                    | 0    |          |
| Uzbekistan                                                              | Zdobyte trofea w rozgrywkach Uzbekistanu (stan na: 31-12-2015) |      |          |

## Stadion
Klub rozgrywa swoje mecze domowe na stadionie MHSK w Taszkencie, który może pomieścić 16,500 widzów.

## Piłkarze
Znani piłkarze:
- Shuxrat Jabborov
- Konstantin Kuznetsov
- Baxodir Saidqamolov
- Sherzod Sharipov

## Trenerzy
- 1993–1996:  Rauf Inileyev
- 1997:  Mustafa Belyalov
- 1997:  Rauf Inileyev

...